# Gallardon
Gallardon és un municipi francès, situat al departament de l'Eure i Loir i a la regió de Centre – Vall del Loira. L'any 2007 tenia 3.424 habitants.

## Demografia

### Població
El 2007 la població de fet de Gallardon era de 3.424 persones. Hi havia 1.287 famílies, de les quals 341 eren unipersonals (144 homes vivint sols i 197 dones vivint soles), 316 parelles sense fills, 501 parelles amb fills i 129 famílies monoparentals amb fills.
La població ha evolucionat segons el següent gràfic:
Habitants censats

### Habitatges
El 2007 hi havia 1.499 habitatges, 1.318 eren l'habitatge principal de la família, 59 eren segones residències i 122 estaven desocupats. 1.110 eren cases i 379 eren apartaments. Dels 1.318 habitatges principals, 881 estaven ocupats pels seus propietaris, 410 estaven llogats i ocupats pels llogaters i 26 estaven cedits a títol gratuït; 35 tenien una cambra, 119 en tenien dues, 266 en tenien tres, 336 en tenien quatre i 562 en tenien cinc o més. 881 habitatges disposaven pel capbaix d'una plaça de pàrquing. A 620 habitatges hi havia un automòbil i a 568 n'hi havia dos o més.

### Piràmide de població
La piràmide de població per edats i sexe el 2009 era:
| Homes | Edats   | Dones |
| ----- | ------- | ----- |
| 0     | 95 o +  | 0     |
| 15    | 90 a 94 | 24    |
| 8     | 85 a 89 | 50    |
| 7     | 80 a 84 | 37    |
| 44    | 75 a 79 | 54    |
| 51    | 70 a 74 | 63    |
| 69    | 65 a 69 | 60    |
| 50    | 60 a 64 | 62    |
| 48    | 55 a 59 | 41    |
| 103   | 50 a 54 | 86    |
| 95    | 45 a 49 | 96    |
| 118   | 40 a 44 | 124   |
| 201   | 35 a 39 | 170   |
| 174   | 30 a 34 | 204   |
| 115   | 25 a 29 | 111   |
| 54    | 20 a 24 | 59    |
| 91    | 15 a 19 | 145   |
| 198   | 10 a 14 | 150   |
| 194   | 5 a 9   | 180   |
| 145   | 0 a 4   | 81    |

## Economia
El 2007 la població en edat de treballar era de 2.159 persones, 1.716 eren actives i 443 eren inactives. De les 1.716 persones actives 1.568 estaven ocupades (813 homes i 755 dones) i 148 estaven aturades (67 homes i 81 dones). De les 443 persones inactives 134 estaven jubilades, 179 estaven estudiant i 130 estaven classificades com a «altres inactius».

### Ingressos
El 2009 a Gallardon hi havia 1.334 unitats fiscals que integraven 3.499 persones, la mediana anual d'ingressos fiscals per persona era de 19.917 €.

### Activitats econòmiques
Dels 187 establiments que hi havia el 2007, 1 era d'una empresa extractiva, 3 d'empreses alimentàries, 7 d'empreses de fabricació de material elèctric, 1 d'una empresa de fabricació d'elements pel transport, 18 d'empreses de fabricació d'altres productes industrials, 19 d'empreses de construcció, 32 d'empreses de comerç i reparació d'automòbils, 6 d'empreses de transport, 10 d'empreses d'hostatgeria i restauració, 9 d'empreses d'informació i comunicació, 7 d'empreses financeres, 10 d'empreses immobiliàries, 20 d'empreses de serveis, 28 d'entitats de l'administració pública i 16 d'empreses classificades com a «altres activitats de serveis».
Dels 45 establiments de servei als particulars que hi havia el 2009, 1 era una oficina de correu, 3 oficines bancàries, 1 funerària, 6 tallers de reparació d'automòbils i de material agrícola, 1 autoescola, 2 paletes, 3 guixaires pintors, 2 fusteries, 4 lampisteries, 3 electricistes, 4 perruqueries, 1 veterinari, 6 restaurants, 5 agències immobiliàries, 1 tintoreria i 2 salons de bellesa.
Dels 10 establiments comercials que hi havia el 2009, 1 era un hipermercat, 1 una gran superfície de material de bricolatge, 3 fleques, 1 una fleca, 1 una llibreria, 1 una sabateria i 2 floristeries.
L'any 2000 a Gallardon hi havia 10 explotacions agrícoles que ocupaven un total de 576 hectàrees.

## Equipaments sanitaris i escolars
El 2009 hi havia 2 farmàcies i 1 ambulància.
El 2009 hi havia 1 escola maternal i 1 escola elemental. Gallardon disposava d'un col·legi d'educació secundària amb 515 alumnes.

## Poblacions més properes
El següent diagrama mostra les poblacions més properes.